# Liste von Zielen und Stationen des St.-Rupert-Pilgerwegs von Gaden nach Salzburg
Die Liste zum St.-Rupert-Pilgerweg von Gaden nach Salzburg benennt Etappenziele auf der St.-Rupert-Pilgerweg von Gaden in Waging am See nach Salzburg.

## Liste
| Tag | Foto außen | Kirche u. a.                                                         | Gemeinde, Ort                      | Foto detail | Beschreibung |
| --- | ---------- | -------------------------------------------------------------------- | ---------------------------------- | ----------- | --- |
| 4   |            | Wallfahrtskirche Mariä Heimsuchung auf dem Mühlberg                  | Waging am See                      |             | Von 1709 bis 1713 erbaute Wallfahrtskirche mit dem Gnadenbild Maria am Birnbaum |
| 4   |            | Kapelle Mariatanne                                                   | vor Lauter in der Gemeinde Surberg |             | |
| 4   |            | Buchfellner Kapelle                                                  |                                    |             | |
| 4   |            | Pfarrkirche St. Oswald                                               | Traunstein                         |             | |
| 4   |            | Salinenkapelle St. Rupert und Maximilian in der Au                   | Traunstein                         |             | |
| 4   |            | Rupertistadel                                                        | Traunstein                         |             | Rupertistadel mit Rupertuskapelle mit Altöttinger Gnadenbild und einer Skulptur hl. Rupert. |
| 4   |            | Rupertibrunnen                                                       | Traunstein                         |             | Rupertibrunnen auf dem Maxplatz |
| 5   |            | Kirche St. Rupertus                                                  | Ort Hammer in Siegsdorf            |             | Mittig am Hochaltar das Schnitzwerk hl. Rupert segnet einen Salinenarbeiter. |
| 5   |            | Pfarrkirche St. Michael                                              | Inzell                             |             | |
| 5   |            | Himmelsleiter                                                        | Inzell                             |             | Treppe mit 420 Stufen vom Solehochbehälter bergab zum ehemaligen Brunnhaus. |
| 6   |            | Listsee                                                              | Bad Reichenhall                    |             | |
| 6   |            | Pfarrkirche St. Nikolaus                                             | Bad Reichenhall                    |             | In der Apsis des linken Seitenschiffes ist eine Nachbildung eines Freskos hl. Rupert, Sebastian und Johannes Nepomuk auf Goldgrund. |
| 6   |            | Brunnhauskapelle                                                     | Bad Reichenhall                    |             | Brunnhauskapelle in der Alten Saline über den Solehebemaschinen, im Portaltympanon hl. Rupert mit zwei Salinenarbeitern mit Salzkrucke und Salzwaage; Brunnen mit Figur des hl. Rupert im nördlichen Innenhof der Saline |
| 6   |            | Altes Rathaus                                                        | Bad Reichenhall                    |             | Wandgemälde Rupert (1924) |
| 6   |            | Karmelitenkirche St. Ägydius                                         | Bad Reichenhall                    |             | Das linke Glasfenster im Chor zeigt den hl. Rupert verkündet das Evangelium in Bad Reichenhall. |
| 6   |            | Münster St. Zeno                                                     | Bad Reichenhall                    |             | Anfangs gründete Bischof Arno von Salzburg um 803 eine Klosterzelle. |
| 6a  |            | Kaiser-Wilhelm-Haus                                                  | Bad Reichenhall                    |             | Alpine Variante über die Kohleralm, die Zwieselalm und den Listsee. |
| 7   |            | Pfarrkirche Mariä Geburt                                             | Piding                             |             | |
| 7   |            | Pfarrkirche St. Laurentius und St. Mauritius                         | Ainring                            |             | Der Tabernakel trägt in seitlichen Nischen die Figuren hl. Rupert und hl. Virgil. |
| 7   |            | Ainringer Moos                                                       | Ainring                            |             | Moorerlebnispfad |
| 7   |            | Filialkirche St. Andreas und St. Rupert                              | Perach in der Gemeinde Ainring     |             | Im Freskenzyklus am Gewölbe über dem Altar ist der hl. Rupert mit dem Salzfass dargestellt. |
| 7   |            | Pfarrkirche St. Rupert                                               | Freilassing                        |             | Das Salzfass als Attribut des hl. Rupert ist Teil des Stadtwappens von Freilassing. In der Pfarrkirche St. Rupert malte der Maler Josef Eberz in der Taufkapelle im Erdgeschoss des hohen Turmes den hl. Rupert bei der Taufe der Landbevölkerung. |
| 7   |            | Salzburger Dom                                                       | Salzburg                           |             | Überlebensgroße Statue hl. Rupert vor der Hauptfassade, unten im Sockel das Salzfass, vom Bildhauer Bartholomäus van Opstal (um 1660). |
| 7   |            | Stiftskirche St. Peter                                               | Salzburg                           |             | Außen: die Nischenstatue hl. Rupert über dem Hauptportal. Innen: Gemälde hl. Rupert bei der Taufe den Theodos rechts an der Wand im 1. Joch unter der Empore. Grabmal und Altar des hl. Rupert im rechten südlichen Seitenschiff zur Mitte hin mit vergitterter Nische unter dem Bodenniveau mit 1966 aufgedecktem teilweise abgemeiselten römerzeitlichen Sarkophag aus dem 3. Jahrhundert.                                           |
| 7   |            | Rupertuskapelle beim Nordoratorium des Domes im DomQuartier Salzburg | Salzburg                           |             | Im letzten Raum des Nordoratoriums im Salzburger Dom wurde die Rupertuskapelle mit dem Gemäldezyklus Leben, Sterben und Auferstehung des hl. Rupert (1623–1628) vom Maler Arsenio Mascagni eingerichtet. In der Rupertuskapelle des Domes wird traditionell in einer Klausursitzung des Domkapitels der Dreiervorschlag für den nächsten Erzbischof beschlossen. Der Zugang zur Rupertuskapelle erfolgt über das DomQuartier Salzburg. |